# أمريكا سليمة
أمريكا سليمة هي منظمة غير حكومية مسجلة (منَظمة غير مؤيدة ومعادية لخِتان للأطفال)، أُنشئت فِي عام 2008 لتعزيز الرأي القائل بأن ختان القاصرين غير أخلاقي وغَير ضروري من الناحية الطبية، وبالتالي يجب تحريمه. كما  تزعم أن الختان يقلل من الإحساس الجنسي لدى الذكور، وأنه ينتهك المعايير الأخلاقية الحيوية الحديثة لإزالة الأنسجة الجنسية مِن الأطفال بالقوة.
تستخدم المنظمة وسائل الإعلام التقليدية والشبكات الاجتماعية وكسب التأييد والتظاهرات وغير ذلك من الطرق لتشجيع التغيير الاجتماعي، ذُكرت المنظمة في جريدة شيكاغو تريبيون، جريدة نيويورك تايمز وشبكة  تليفزيون (إم إس إن بي سي) والموقع الإلكتروني هافينغتون بوست.

## المشاركة في مناقشة السياسة العامة حول الختان
في يونيو/حزيران 2009، أَصدرت منظمة أمريكا سليمة بيانًا عامًا خلال مؤتمر مراكز السيطرة على الأمراض (CDC) بشأن فيروس نقص المناعة البشرية، والذي حثت فيه المنظمة «على دراسة المخاطر والأخلاقيات قبل التوصية بختان الذكور حديثي الولادة»
ذكرت منظمة أمريكا سليمة أن «مركز السيطرة على الأمراض يسير في طريق نحو التوصية بمنع إخضاع الأطفال حديثي الولادة للجراحة حيث أنه أمرلا داعي له لما تحتويه من مخاطرمحتملة وبدون أي فائدة طبية».
في 19 أكتوبر 2009، أرسلت منظمة أمريكا سليمة خطابًا إِلى جريدة الواشنطن بوست موجهًا إلى الأكاديمية الأمريكية لطب الأطفال (AAP)، يحث الأكاديمية فيه على إبلاغ أولياء الأمور بالآثار الأخلاقية والصحية المترتبة على الختان.
عندما أَصدرت الأكاديمية تقرير سياسة الختان الجديد في 27 أغسطس 2012، طلبت أمريكا سليمة رسميًا أن تتراجع الأكاديمية عن التقرير على أساس أن السياسة كانت منحازة ولم تحمي حقوق الطفل، "حيث أن الأكاديمية تعمل كجمعية تجارية للأطباء الذين يقومون بهذه الجراحة أكثر من مليون مرة في السنة، بدلاً من الدفاع عن حقوق الإنسان والسلامة الجسدية للمريض وهو الطفل الصغير.
في مايو 2013، تقدمت أمريكا سليمة بطلب للحصول على مكانا داخل قاعة المعرض الخاص بالمؤتمر السنوي الأمريكي لأطباء التوليد وأمراض النساء (ACOG). عندما رفضت اللجنة الخاصة بالمؤتمر هذا الطلب لأن «ختان الذكور ليس من أولويات المؤتمر كما أنه ليس من أولويات أعضاء اللجنة»، ولهذا نظمت منظمة أمريكا سليمة احتجاجا خارج المؤتمر اعتراضاً على أن كل عام في الولايات المتحدة يحدث ملايين من عمليات الختان التي  يقوم بها أطباء التوليد.

## القيادة
جورجان تشابين هو المدير التنفيذي لمنظمة أمريكا سليمة تعتمد منظمة أمريكا سليمة على التبرعات من القطاع الخاص والمنظمة معفاة من الضرائب بموجب المادة 501 (ج) (3) من قانون الإيرادات الداخلية.

## اقرأ أيضاً
- استقلالية الأعضاء التناسلية الأمريكية.
- مؤسسة نورم- المملكة المتحدة.

## وصلات خارجية
- الموقع الرسمي.
- مدونة أمريكا سليمة.
- أمريكا سليمة على الفيسبوك.